# Rio Banabuiú
Rio Banabuiú är ett periodiskt vattendrag i Brasilien.   Det ligger i delstaten Ceará, i den östra delen av landet, 1 600 km nordost om huvudstaden Brasília.
Omgivningarna runt Rio Banabuiú är huvudsakligen savann. Runt Rio Banabuiú är det ganska tätbefolkat, med 75 invånare per kvadratkilometer.